# Borr
În mitologia nordică, Borr sau Burr (anglicizat ca  Bor, Bör sau Bur) era fiul lui Búri, soțul lui Bestla și tată al lui Odin și al fraților acestuia. Este menționat în patru versuri ale poemului Völuspá. Rolul lui Borr în mitologia nordică este neclar.